# Оливковый астрильд
Оливковый астрильд, или оливково-зелёный астрильд (лат. Amandava formosa), — вид птиц из семейства вьюрковых ткачиков, популярная декоративная птица. Эндемик центральной Индии, Международным союзом охраны природы рассматривается как уязвимый вид.

## Систематика
Птица описана в 1790 году натуралистом Джоном Лейтемом в 1-м томе монографии Index ornithologicus как Fringilla formosa. Впоследствии данный вид был включён в род Amandava вместе с тигровым астрильдом и африканским золотистогрудым астрильдом. Среди вьюрковых ткачиков у оливкового астрильда обнаружена самая высокая генетическая вариативность.

## Внешний вид и голос
Вьюрок небольших размеров (самый маленький в своём роде и поэтому легко отличимый от родственных видов). Общая длина тела 10 см. Клюв короткий, заострённый. Хвост короткий, слегка скруглённый на конце.
Самцы и самки окрашены сходным образом, но цвета у самок более тусклые, что позволяет визуально их различать. У самцов верхняя часть головы от лба до затылка, лицевая часть головы и бока шеи бледно-зелёные, лаймово-зелёные или оливково-зелёные, иногда с более тёмным оттенком перьев у ушных отверстий. Клюв ярко-красный или малиновый, глаза тёмно-карие или красновато-коричневые. Задняя часть шеи, спина и плечи оливково-зелёные, гузка и кроющие перья надхвостья яркого желтовато-зелёного или золотисто-жёлтого цвета. Хвост чёрный. Кроющие перья крыльев и кромки маховых перьев тёмно-оливковые; внутренняя сторона опахала маховых перьев буратая. Подбородок и горло желтоватые, цвет становится более насыщенным по бокам шеи в её нижней части, переходя в тёмно- или ярко-жёлтый на нижней стороне тела. Самый яркий жёлтый цвет — у кроющих перьев подхвостья. Бока от нижней части груди окрашены чётко выраженными вертикальными тёмно-оливковыми и белыми или светло-песочными полосами. Ноги и ступни розовато-бурые. У самок нижняя сторона тела серовато-оливковая, грудь часто с серыми отметинами. Полосы на боках очень слабо выражены.
Оперение верхней части тела молодых особей тусклое серо-бурое, каёмка маховых перьев может иметь бледно-зелёный или желтовато-зелёный оттенок. Нижняя часть тела бежевая, часто с серым оттенком на груди и желтоватым на животе и нижней стороне крыльев, полосы на боках отсутствуют. Клюв чёрный с розовой или красной оторочкой вдоль режущих каёмок.
Голос — постоянное негромкое чирикание, передаваемое как seee или swee, swee. Может также издавать ноты cheep (или chirp), похожие на голосовые сигналы тигрового астрильда. Сигнал тревоги и песня отличаются от основных издаваемых звуков только большей громкостью, песня часто заканчивается длинной трелью.

## Образ жизни и распространение
Оливковые астрильды обитают в основном в низменных местностях или у подножия гор. Обычная среда обитания — в траве или низком кустарнике, на плантациях сахарного тростника, в редколесье с обилием кустарника и в кустарниковых джунглях, часто вблизи открытой воды. Встречается также в каменистых, почти лишённых растительности и в манговых садах. Человека не боится, подпуская на расстояние 8—10 метров, и встречается недалеко от человеческого жилья.
Гнездится маленькими колониями с мая по январь. Стаи оливковых астрильдов, насчитывающие обычно менее десятка особей, во время кормления и на отдыхе не смешиваются со стаями других птиц, в том числе тигровых астрильдов даже в случаях, когда их гнездовые колонии располагаются в пределах одной рощи.
Эндемик центральной Индии, где селится в южном Раджастане, центральном Уттар-Прадеше, на юге Бихара и Западной Бенгалии и далее на юг до южной Махараштры, южной Одиши и северного Андхра-Прадеша. Сообщалось о встречах с представителями вида в Дели, Керале и Лахоре (Пакистан), но речь может идти об отдельных птицах, сбежавших из неволи. Ареал вида раздроблен на множество отдельных районов.

## Охранный статус
Численность оливковых астрильдов, ранее часто встречавшихся в пределах ареала, быстро сокращается. Эти птицы всё ещё достаточно обычны в окрестностях Маунт-Абу в Раджастане и в восточной части заповедника Карлапат.
Оливковый астрильд — популярная декоративная птица, что ведёт к его массовому отлову на продажу. На местных рынках это одна из самых популярных декоративных птиц, и ежегодно на протяжении долгого времени от 2 до 3 тысяч особей контрабандой вывозились для продажи в Европу и Америку; это количество снизилось после того, как в странах Запада возросла озабоченность опасностью птичьего гриппа. Пойманные птицы часто погибают от стресса. Отлов на продажу представляет собой основную угрозу местным популяциям оливковых астрильдов, которым угрожает также исчезновение привычной среды обитания из-за мелиорации высокотравных степей и кустарникового редколесья и использования пестицидов и инсектицидов. 
Ввиду постоянной угрозы и быстрого сокращения численности оливковый астрильд рассматривается Международным союзом охраны природы как уязвимый вид. Птица находится под защитой государства, её ловля и продажа запрещены в Индии с 1981 года.